# 孟臣壺

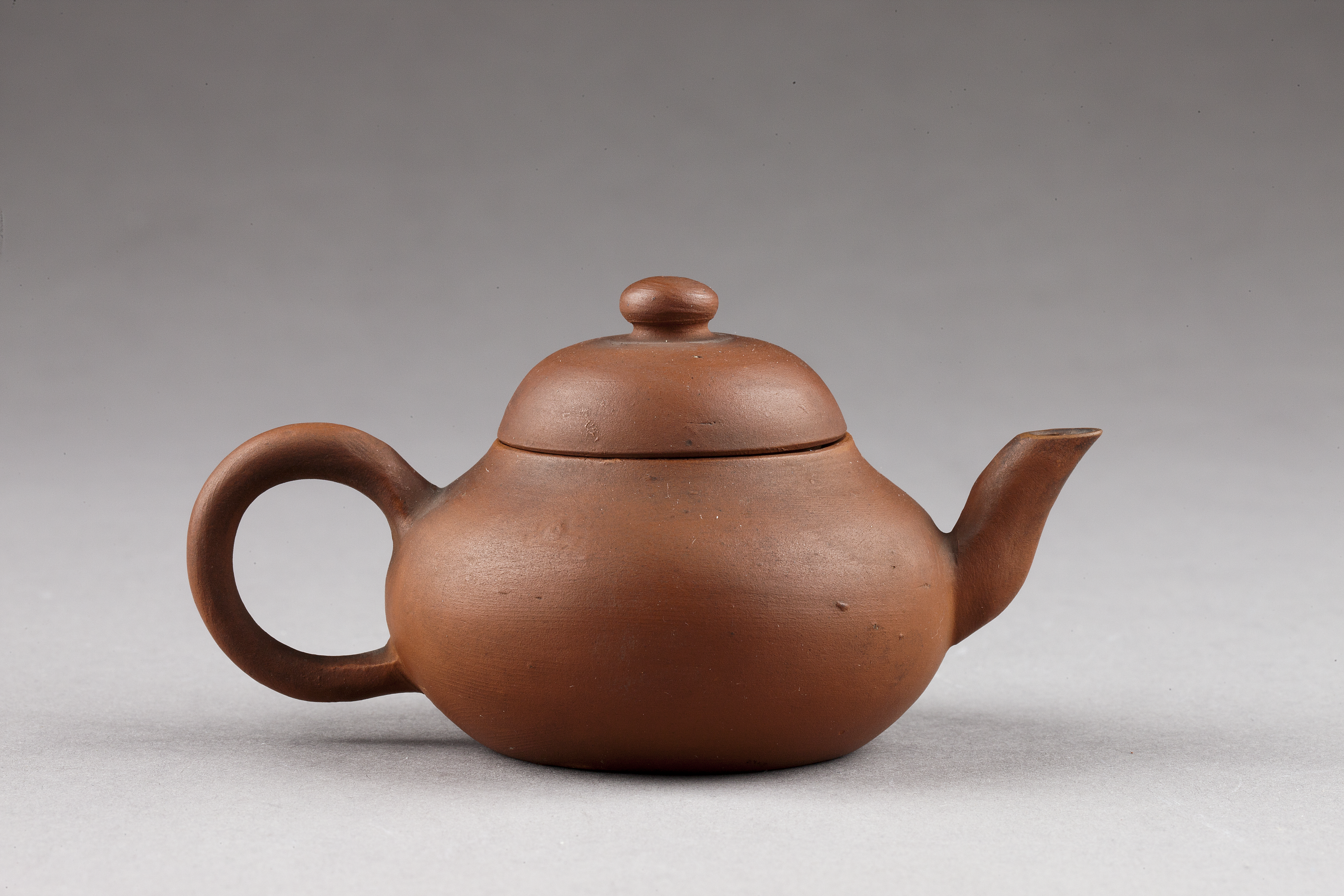
民国初期孟臣壶

孟臣壶是一种紫砂壺，得名于明清时期制壶家惠孟臣。
惠孟臣为荆溪人，生卒年不详，生活年代有明天启或清康熙、雍正年间等说法。惠孟臣制作小壶较多，后世称之为孟臣壶。
連橫在《茗談》中写道，“台人品茶，與中土異，而與漳、泉、潮相同；蓋台多三州人，故嗜好相似。茗必武夷，壺必孟臣，杯必若深：三者為品茶之要，非此不足自豪，且不足待客。”